# Cinema (álbum de Cachorro Grande)
Cinema é o quinto álbum da banda Cachorro Grande. Foi lançado em 15 de junho de 2009, pela gravadora Deckdisc. Foi produzido por Rafael Ramos. A gravação ocorreu durante vinte dias em Porto Alegre; o sistema adotado foi o rolo analógico de duas polegadas, com vários equipamentos vintage foram alugados de colecionadores. O álbum foi lançado oficialmente em 15 de junho de 2009, no MySpace da banda.
A capa do disco foi uma montagem, já que havia a impossibilidade de se fotografar em frente a cinemas tradicionais. A foto é de Cisco Vasques.
Segundo avaliação da Folha de S. Paulo, o álbum é "regular". A revista Noize classificou o álbum com quatro estrelas de um máximo de cinco. O álbum ainda foi indicado ao Grammy Latino de 2009, na categoria "Melhor álbum de rock brasileiro".

## O nome
O nome do álbum se deve à inspiração em filmes para a composição de algumas canções, como "Amanhã" (inspirada por "Mar Adentro") e "Pessoas Vazias" (inspiração em Peter Sellers). Além disso, os integrantes da banda se dizem fãs do cinema nacional.

## Gravação
A gravação ocorreu durante vinte dias no estúdio da Acit em Porto Alegre. O sistema adotado foi o rolo analógico de duas polegadas, ideal para o rock, segundo Marcelo Gross. Vários equipamentos vintage foram alugados de colecionadores para a gravação. As sessões iam seguidamente até a madrugada.

## Singles
O primeiro single do álbum, Dance Agora, foi lançado em maio de 2009. e o segundo single, "Por Onde Vou" foi lançado em 2010.

## Explicação segundo integrantes
Segundo Marcelo Gross, "foi um resgate de uma coisa que a gente (a banda) ouvia na adolescência e não tinha deixado prevalecer no nosso som. Rock dos anos 70, Pink Floyd, Led Zeppelin e o space rock. Um som mais atmosférico". Ele completou dizendo que "Estávamos (a banda) ouvindo muito space rock. Pink Floyd, Jethro Tull, aquelas coisas com teclados espaciais, guitarras cheias de eco". "Nosso disco ficou com um clima mais anos 70, diferente dos quatro anteriores, que eram mais anos 60", relatou também.
O disco conta com sons "não convencionais", como cantos de gaivotas, ventos uivando e barulho de motocicleta. Instrumentos como bandolins e cítaras. Além disso, o álbum conta com a primeira música assinada pelos cinco membros da banda, A Hora do Brasil.

## Faixas
| N.º            | Título                         | Compositor(es)                                                               | Duração  |  |
| 1.             | "O Tempo Parou/Sabor a Mí"     | Gabriel Azambuja & Álvaro Carrillo                                           | 4:18     |  |
| 2.             | "Dance Agora"                  | Beto Bruno, Marcelo Gross & Rodolfo Krieger                                  | 3:51     |  |
| 3.             | "Amanhã"                       | Beto Bruno & Marcelo Gross                                                   | 4:46     |  |
| 4.             | "Por Onde Vou"                 | Marcelo Gross                                                                | 5:09     |  |
| 5.             | "A Alegria Voltou"             | Beto Bruno & Gabriel Azambuja                                                | 2:27     |  |
| 6.             | "A Hora do Brasil"             | Beto Bruno, Marcelo Gross, Gabirle Azambuja, Rodolfo Krieger & Pedro Pelotas | 3:40     |  |
| 7.             | "Diga o Que Você Quer Escutar" | Marcelo Gross                                                                | 4:04     |  |
| 8.             | "Ela Disse"                    | Beto Bruno                                                                   | 3:09     |  |
| 9.             | "Ninguém Mais Lembra de Você"  | Beto Bruno & Marcelo Gross                                                   | 3:21     |  |
| 10.            | "Luz"                          | Marcelo Gross                                                                | 4:34     |  |
| 11.            | "Eileen"                       | Beto Bruno & Pedro Pelotas                                                   | 4:07     |  |
| 12.            | "Pessoas Vazias"               | Gabriel Azambuja                                                             | 4:51     |  |
| Duração total: | Duração total:                 | Duração total:                                                               | 00:47:54 |  |